# Леди и разбойник
«Леди и разбойник» (англ. The Lady And The Highwayman) — телевизионный фильм 1989 года, снятый для британского телевидения, костюмированная мелодрама. Экранизация произведения Барбары Картленд.

## Сюжет
Середина XVII века, времена Английской революции. Молодая леди Пантея Вайн вынуждена согласиться на брак с местным кромвелевцем, чтобы спасти арестованного брата, который на самом деле уже казнён. Однако сразу же после венчания разбойник Серебряный Клинок, он же её кузен Люсиус, соратник будущего Карла II, убивает негодяя в поединке. Вскоре происходит Реставрация, возвращается король, и тётушка увозит Пантею ко двору. Интриги фаворитки короля приводят Пантею на эшафот. Серебряный Клинок спасает свою любимую от смерти метким броском ножа в последний момент, когда палач уже занёс топор. Но врагов слишком много и только появление короля (deus ex machina), узнавшего обо всём из-за глупости одного из недругов Пантеи, спасает обоих от гибели. Счастливые влюблённые сочетаются законным браком.

## В ролях
- Майкл Йорк — король Карл II
- Лизетт Энтони — леди Пантея Вайн
- Оливер Рид — сэр Филип Гейдж
- Эмма Сэммс — леди Барбара Палмер, графиня Кастлмейн
- Хью Грант — лорд Люсиус Вайн
- Джон Миллс — сэр Лоуренс Добсон
- Гордон Джексон — Гарри
- Роберт Морли — лорд-канцлер
- Бернард Майлс — судья